# Sint-janskruiduil
De sint-janskruiduil (Chloantha hyperici) is een nachtvlinder uit de familie van de uilen, de Noctuidae. 

## Beschrijving
De voorvleugellengte bedraagt tussen de 12 en 16 millimeter. De grondkleur van de voorvleugels is grijs met bruine tekening. Bij de vleugelbasis bevindt zich een duidelijke wittige of gelige veld.

## Waardplanten
De sint-janskruiduil gebruikt sint-janskruid als waardplanten. De rups is te vinden van mei tot juni en vervolgens van augustus tot oktober. De soort overwintert onder de grond als pop. De vlinder kent twee of drie generaties die vliegen van eind april tot oktober.

## Voorkomen
De soort komt verspreid van Zuid-Europa tot de Kaukasus en de Perzische Golf voor. In Centraal-Europa is het areaal uitgebreid, maar de soort blijft er zeldzaam en vaak zijn er slechts enkele waarnemingen. De sint-janskruiduil is in Nederland en België een zeer zeldzame soort. 